# 다나오정
다나오정(棚尾町)은 아이치현 헤키카이군에 설치되었던 정이다. 현재의 헤키난시 남동부에 해당한다.